# Taxonomická kategorie
Kategorie, přesněji taxonomická kategorie (anglicky taxonomic rank), též klasifikační kategorie je abstraktní termín používaný v taxonomii (biologie). Obecně označuje postavení taxonu v taxonomické hierarchii, jinými slovy úroveň v hierarchické klasifikaci.
V Mezinárodním kódu botanické nomenklatury a Mezinárodních pravidlech zoologické nomenklatury se označuje termínem klasifikační úroveň (anglicky rank). Anglický pojem „ranking“ pak znamená zařazení určitého taxonu do klasifikační (kategoriální) úrovně.
Taxony zařazené do určité kategorie jsou konkrétní skupiny skutečných organismů na nějaké klasifikační úrovni.
Zásadami pro pojmenování jednotlivých taxonů se zabývá biologická nomenklatura.

## Základní taxonomické kategorie
| Základní taxonomické kategorie vícejazyčně (zoologie a botanika) |          |          |           |           |               |           |           |
| česky                                                            | latinsky | anglicky | německy   | španělsky | francouzsky   | rusky     | japonsky  |
| říše                                                             | regnum   | kingdom  | Reich     | reino     | règne         | царство   | 界 (kai)  |
| kmen1                                                            | phylum   | phylum   | Stamm     | filo      | phylum        | тип       | 門 (mon)  |
| oddělení2                                                        | divisio  | division | Abteilung | división  | embranchement | отдел     | 門 (mon)  |
| třída                                                            | classis  | class    | Klasse    | clase     | classe        | класс     | 綱 (kó)   |
| řád                                                              | ordo     | order    | Ordnung   | orden     | ordre         | отряд     | 目 (moku) |
| čeleď                                                            | familia  | family   | Familie   | familia   | famille       | семейство | 科 (ka)   |
| rod                                                              | genus    | genus    | Gattung   | género    | genre         | род       | 属 (zoku) |
| druh                                                             | species  | species  | Art       | especie   | espèce        | вид       | 種 (šu)   |

Poznámky k tabulce1 Používáno v zoologii, v botanice pravidly postaveno na roveň oddělení.
2 Preferováno v botanice před kategorií kmen, která je považována za identickou.
Pro meziúrovně, pokud jsou v daném taxonomickém systému potřeba, se zpravidla používají taxony odvozené předponami nad- (o jednu meziúroveň výše), pod-, infra- resp. parv- (o 1, 2 resp. 3 meziúrovně níže), tedy k úrovni řádu je běžných 5 meziúrovní: nadřád, řád, podřád, infrařád a parvřád. Specifickými běžně užívanými meziúrovněmi mezi čeledí a rodem jsou tribus, v botanice pak mezi rodem a druhem sekce a řada a mezi druhem a poddruhem agregát. Je možné se výjimečně setkat i s dalšími nestandardními meziúrovněmi (gigařád, megařád, grandřád/velkořád, nanořád, hypořád...).
Taxonomické kategorie pod úrovní druhu se liší u přírodních a chovných/kultivovaných jedinců:
- Pro přírodní druhy jsou běžnými taxony rostlin a živočichů poddruh, varieta, podvarieta, forma a ráz.
- Pro chovné živočichy je základní poddruhovou úrovní plemeno (rasa). Pro kultivované rostliny (i následně zplanělé) je základní poddruhovou úrovní kultivar, vyššími k ní pak skupina a grex.[1]

Při laickém použití často dochází k záměně poddruhových taxonů přírodně žijících/planých a chovných/kultivovaných živočichů a rostlin, což je z odborného hlediska chybné, neboť takové taxony mají odlišnou definici. Nejednoznačné jsou z téhož důvodu i některé české varianty názvů těchto taxonů – český název odrůda je například používán jak pro varietu, tak pro kultivar.
- Nižší úrovně než plemeno a kultivar již zpravidla nemají jednoznačně definovanou a obecně platnou úroveň, ale závisejí na způsobu množení (patří sem např. chovy, klony, chiméry, hybridy, linie, multilinie, rodiny apod.)
- Obecná prokaryotická a virologická taxonomická klasifikace končí úrovní druhu, případně poddruhu (jehož synonymem v bakteriologii je varieta). Nižší úrovně – sérotyp, genotyp, „strain“ (česky ráz či kmen, ale druhé označení je pro viry nesprávné, kmenem je „phylum“), kultura, subkultura, varianta a izolát), používané mikrobiologickými a lékařskými specialisty, již zpravidla nemají jednoznačně definovanou a obecně platnou úroveň.

Taxonomické kategorie používané pro klasifikaci jednotlivých skupin organismů definují příslušné kódy:
- Mezinárodní kód nomenklatury řas, hub a rostlin[2][3] – definuje taxonomické kategorie používané pro klasifikaci rostlin, hub a jim podobných protistů
- Mezinárodní kód nomenklatury kulturních rostlin[1] – definuje doplňkové taxonomické kategorie používané pro klasifikaci kulturních rostlin, založené (namísto druhu) na kultivaru jakožto základní úrovni
- Mezinárodní kód zoologické nomenklatury[4] – definuje taxonomické kategorie používané pro klasifikaci živočichů a jim podobných protistů
- Mezinárodní kód nomenklatury prokaryot[5] – definuje taxonomické kategorie používané pro klasifikaci bakterií a archeí
- Mezinárodní kód pro klasifikaci a nomenklaturu virů[6] – definuje taxonomické kategorie používané pro klasifikaci „nebuněčných organismů“ patřících do virů, viroidů a satelitních nukleových kyselin

## Příklad klasifikace člověka
- doména/nadříše: Eukaryota – jaderní
- říše: Animalia – živočichové
- kmen: Chordata – strunatci
- podkmen: Vertebrata – obratlovci
- infrakmen: Gnathostomata - čelistnatci
- nadtřída: Tetrapoda – čtyřnožci
- třída: Mammalia – savci
- podtřída:Theria – živorodí
- nadřád: Placentalia – placentálové
- řád: Primates – primáti
- podřád: Haplorhini
- infrařád: Simiiformes – opice
- nadčeleď: Hominoidea – hominoidi
- čeleď: Hominidae – hominidé
- rod: Homo – člověk
- druh: Homo sapiens – člověk moudrý
- poddruh: Homo sapiens sapiens – člověk moudrý vyspělý

## Všechny taxonomické kategorie
V následující tabulce jsou uvedeny prakticky všechny používané taxonomické kategorie, včetně takových, které se dnes již nepoužívají, nejsou zakotveny v mezinárodních kódech nebo jsou ztotožněny co do hierarchického postavení s jinými kategoriemi.
| Všechny taxonomické kategorie vícejazyčně (zoologie a botanika) |                   |                   |                        |                         |                                              |          |
| česky                                                           | latinsky          | anglicky          | německy                | francouzsky             | japonsky                                     | poznámka |
|                                                                 |                   | superdomain       |                        |                         |                                              |          |
| doména                                                          | dominium (regio)3 | domain            | Domäne                 | domaine                 | ドメイン                                     |          |
|                                                                 |                   | subdomain         |                        |                         |                                              |          |
|                                                                 |                   | infradomain       |                        |                         |                                              |          |
| soustava                                                        | imperium          | empire            |                        | empire                  |                                              |          |
| nadříše                                                         | superregnum       | superkingdom      |                        |                         | 上界                                         |          |
|                                                                 |                   | suprakingdom      |                        |                         |                                              |          |
|                                                                 |                   | midkingdom        |                        |                         | 中界 (čúkai)                                 |          |
| říše                                                            | regnum            | kingdom           | Reich                  | règne                   | 界 (kai)                                     |          |
| podříše                                                         | subregnum         | subkingdom        | Unterreich             | sous-règne              | 亜界 (akai)                                  |          |
|                                                                 |                   | interkingdom      |                        |                         |                                              |          |
| „skupina kmenů“                                                 |                   | branch            |                        |                         |                                              |          |
|                                                                 |                   | infrakingdom      |                        |                         | 下界                                         |          |
| nadkmen                                                         | superphylum       | superphylum       | Stammgruppe, Überstamm | super-phylum            | 上門                                         |          |
|                                                                 |                   | supraphylum       |                        |                         |                                              |          |
|                                                                 |                   | midphylum         |                        |                         | 中門                                         |          |
| kmen                                                            | phylum            | phylum            | Stamm                  | phylum                  | 門 (mon)                                     |          |
| podkmen                                                         | subphylum         | subphylum         | Unterstamm             | sous-phylum             | 亜門 (amon)                                  |          |
| infrakmen                                                       | infraphylum       | infraphylum       |                        |                         | 下門                                         |          |
| oddělení1                                                       | divisio           | division          | Abteilung              | embranchement, division | 門 (mon)                                     |          |
| pododdělení1                                                    | subdivisio        | subdivision       | Unterabteilung         | sous-embranchement      | 亜門 (amon)                                  |          |
| kruh                                                            | claudius          | claudius          |                        |                         |                                              |          |
| nadtřída                                                        | superclassis      | superclass        | Überklasse             | super-classe            | 上綱                                         |          |
|                                                                 |                   | Grade             | Reihe                  |                         |                                              |          |
| třída                                                           | classis           | class             | Klasse                 | classe                  | 綱 (kó)                                      |          |
| podtřída                                                        | subclassis        | subclass          | Unterklasse            | sous-classe             | 亜綱 (akó)                                   |          |
| infratřída                                                      |                   | infraclass        |                        | infra-classe            | 下綱                                         |          |
| parvtřída                                                       | parvclassis       | parvclass         |                        |                         | 小綱                                         |          |
| nadoddělení2                                                    | superdivisio      | superdivision     | Überabteilung          | super-embranchment      | 上門                                         |          |
| oddělení2                                                       | divisio           | division          | Abteilung              | embranchement, division | 門 (mon)                                     |          |
| pododdělení2                                                    | subdivisio        | subdivision       | Unterabteilung         | sous-embranchement      | 亜門 (amon)                                  |          |
| část, sekce2                                                    | sectio            | section           |                        |                         | 節                                           |          |
| 2                                                               |                   | subsection        |                        |                         | 亜節                                         |          |
|                                                                 |                   | group             |                        |                         |                                              |          |
|                                                                 |                   | subgroup          |                        |                         |                                              |          |
| nadlegie                                                        |                   | superlegion       |                        |                         | 上団                                         |          |
| legie (legion)                                                  | legio             | legion            |                        |                         | 団                                           |          |
| podlegion                                                       |                   | sublegion         |                        |                         | 亜団                                         |          |
| infralegion                                                     |                   | infralegion       |                        |                         | 下団                                         |          |
| nadkohorta                                                      | supercohos        | supercohort       |                        |                         | 上区                                         |          |
| kohorta, četa                                                   | cohors            | cohort            |                        |                         | 区                                           |          |
| podkohorta                                                      | subcohors         | subcohort         |                        |                         | 亜区                                         |          |
| ??? velkořád                                                    |                   | magnorder         |                        |                         | 巨目                                         |          |
| nadřád                                                          | superordo         | superorder        | Überordnung            | superordre              | 上目                                         |          |
|                                                                 |                   | series            |                        |                         |                                              |          |
|                                                                 |                   | subseries         |                        |                         |                                              |          |
| ??? velkořád                                                    |                   | grandorder        |                        |                         | 大目                                         |          |
|                                                                 |                   | gigaorder         |                        |                         |                                              |          |
|                                                                 |                   | megaorder         |                        |                         |                                              |          |
|                                                                 |                   | mirorder          |                        |                         | 中目                                         |          |
| řád                                                             | ordo              | order             | Ordnung                | ordre                   | 目 (moku)                                    |          |
| hyperřád                                                        | hyperordo         | hyperorder        |                        |                         |                                              |          |
| podřád                                                          | subordo           | suborder          | Unterordnung           | sous-ordre              | 亜目 (amoku)                                 |          |
| infrařád                                                        | infraordo         | infraorder        | Infraordnung           | infraordre              | 下目                                         |          |
|                                                                 |                   | parvorder         |                        |                         | 小目                                         |          |
| falanga, (série)                                                | falanx            |                   |                        |                         |                                              |          |
| kohorta                                                         | cohors            | cohort            |                        |                         | 区 (ku)                                      |          |
| nadčeleď                                                        | superfamilia      | superfamily       | Überfamilie            | superfamille            | 上科                                         |          |
|                                                                 |                   | family group      |                        |                         |                                              |          |
| čeleď                                                           | familia           | family            | Familie                | famille                 | 科 (ka)                                      |          |
|                                                                 |                   | subfamily group   |                        |                         |                                              |          |
| podčeleď                                                        | subfamilia        | subfamily         | Unterfamilie           | sous-famille            | 亜科 (aka)                                   |          |
|                                                                 |                   | infrafamily       |                        |                         | 下科                                         |          |
|                                                                 | supertribus       | supertribe        |                        |                         | 上族/上連                                    |          |
| tribus, seskupení (rodů), shluk                                 | tribus            | tribe             | Tribus                 | tribu                   | 族 (zoku)(živ.) 連 (ren)(rostl.)             |          |
| podtribus, subtribus, podseskupení                              | subtribus         | subtribe          | Subtribus              | sous-tribu              | 亜族/亜連                                    |          |
|                                                                 |                   | infratribe        |                        |                         | 下族/下連                                    |          |
| nadrod                                                          | supergenus        | supergenus        |                        |                         | 上属                                         |          |
|                                                                 |                   | genus group       |                        |                         |                                              |          |
| rod                                                             | genus             | genus             | Gattung                | genre                   | 属 (zoku)                                    |          |
| podrod                                                          | subgenus          | subgenus          | Untergattung           | sous-genre              | 亜属                                         |          |
|                                                                 |                   | infragenus        |                        |                         | 下属                                         |          |
| nadsekce1                                                       | supersectio       | supersection      |                        |                         | 上節                                         |          |
| sekce, částka1                                                  | sectio            | section           |                        | section                 | 節                                           |          |
| podsekce1                                                       | subsectio         | subsection        |                        |                         | 亜節                                         |          |
| infrasekce1                                                     |                   | infrasection      |                        |                         | 下節                                         |          |
| nadřada1                                                        |                   | superseries       |                        |                         |                                              |          |
| řada1                                                           | series            | series            |                        | série                   |                                              |          |
| podřada1                                                        |                   | subseries         |                        |                         |                                              |          |
| 1                                                               |                   | infraseries       |                        |                         |                                              |          |
| naddruh                                                         | superspecies      | superspecies      |                        |                         | 上種                                         |          |
| komplex druhů                                                   |                   | complex           |                        |                         |                                              |          |
| skupina druhů                                                   |                   | species group     |                        |                         |                                              |          |
| podskupina druhů                                                |                   | species subgroup  |                        |                         |                                              |          |
| seskupení (druhů), agregát                                      |                   | aggregate         |                        |                         |                                              |          |
| synklepton                                                      |                   |                   |                        |                         |                                              |          |
| druh                                                            | species           | species           | Art                    | espèce                  | 種 (šu)                                      |          |
|                                                                 |                   | microspecies      |                        |                         |                                              |          |
| klepton                                                         | klepton           | klepton           |                        |                         |                                              |          |
| seskupení (poddruhů), skupina poddruhů, agregát                 |                   | aggregate         |                        |                         |                                              |          |
| poddruh                                                         | subspecies        | subspecies        | Unterart (Rasse)       | sous-espèce             | 亜種                                         |          |
|                                                                 |                   | infraspecies      |                        |                         | 下種                                         |          |
| skupina                                                         |                   |                   |                        |                         |                                              |          |
| hybrid (kříženec, míšenec, bastard)                             | hybrid            | hybrid            |                        |                         | 雑種 (zaššu)                                 |          |
| convarieta                                                      | convarietas       | convariety        |                        |                         |                                              |          |
| nadodrůda                                                       | supervarietas     | supervariety      |                        |                         |                                              |          |
| varieta, odrůda = odrůda                                        | varietas          | variety           | Varietät               | variété                 | 変種                                         |          |
| pododrůda                                                       | subvarietas       | subvariety        |                        |                         |                                              |          |
|                                                                 |                   | infravariety      |                        |                         |                                              |          |
| natio                                                           | natio             |                   |                        |                         |                                              |          |
| nadforma                                                        | superforma        | superform         |                        |                         |                                              |          |
| forma, morfa, tvar                                              | forma, morpha     | form              | Zuchtform              | forme                   | 品種 (hinšu)                                 |          |
| podforma                                                        | subforma          | subform           |                        |                         |                                              |          |
|                                                                 |                   | infraform         |                        |                         |                                              |          |
| skupina kultivarů                                               |                   | cultivar group    |                        |                         |                                              |          |
| kultivar (klon)                                                 |                   | cultivar          |                        |                         | 栽培品種 (saibaihinšu) 園芸品種 (engeihinšu) |          |
| skupina plemen                                                  |                   | group of breeds   |                        |                         |                                              |          |
| sekce plemen                                                    |                   | section of breeds |                        |                         |                                              |          |
| plemeno, rasa                                                   |                   | breed, race       |                        |                         |                                              |          |
| ráz                                                             |                   | strain            |                        |                         |                                              |          |
| aberace, odchylka                                               | aberratio         | aberration        |                        |                         |                                              |          |
| séroskupina                                                     |                   |                   |                        |                         |                                              |          |
| sérotyp                                                         |                   |                   |                        | sérovar                 |                                              |          |
| biotyp                                                          |                   |                   |                        | biovar                  |                                              |          |
| patotyp                                                         |                   |                   |                        | pathovar                |                                              |          |
| populace                                                        |                   |                   |                        |                         |                                              |          |
| lusus                                                           | lusus             | lusus             |                        |                         |                                              |          |

Poznámky k tabulce1 Zařazení v botanickém systému taxonomických kategorií.
2 Zařazení v zoologickém systému taxonomických kategorií.
3 Pro latinský název kategorie doména byly navrženy regio a dominium. Do názvoslovného kódu (konkrétně Mezinárodního kódu nomenklatury prokaryot) byl implementován druhý návrh, tedy dominium.

## Neklasifikovaný klad
V taxonomických systémech se někdy používá kategorie známá jako „neklasifikovaný“ nebo „nekategorizovaný“ taxon / klad (z angl. unranked taxa či unranked clade). Tato jednotka představuje taxonomickou skupinu, kterou z různých důvodů nelze zařadit do tradičního hierarchického taxonomického stromu s pouze omezeným množstvím taxonomických jednotek. Důvody mohou být různé – někdy např. není dostatek dat, jindy se může jednat o polyfyletickou skupinu.
Neklasifikované jednotky jsou záležitostí hlavně moderní taxonomie. Výhodnou jejich použití je mj. vyhnutí se neustálému přesouvání a přejmenování taxonomických kategorií v případě, že je potřeba vtěsnat mezi taxonomické kategorie nový klad. S neklasifikovanými jednotkami se pracuje mj. u návrhů nových klasifikačních systémů jako je PhyloCode. K nevýhodám takových systémů patří potenciálně obrovský nárůst taxonů, jejich špatná porovnatelnost nebo nekonzistentní pojmenování.
Přirozené taxony nepojmenované úrovně jsou však důležité nejen pro podrobnou reprezentaci fylogenetického stromu meziúrovněmi fylogeneticky definovaných popsaných kladů, ale i v případech, kdy se střetávají různé systémy vyšší klasifikace se vzájemně si neodpovídajícími taxony, zejména při uvažování vyhynulých druhů. Jako příklad lze uvést fylogenetický pohled na přechod mezi taxony plazů (Reptilia Laurenti, 1768) a ptáků (Aves Linnaeus, 1758), v systémech recentních obratlovců zpravidla obou pojímaných jako třída. Přechod lze ilustrovat následujícím seznamem kladů se zmenšujícím se obsahem druhů (vzhledem ke kladistickým definicím mnoha úrovní mohou nově popsané vyhynulé druhy uvedené pořadí změnit nebo zkrátit ztotožněním a synonymizací některých úrovní):
- Reptilia Laurenti, 1768
- Eureptilia Olson, 1947
- Romeriida Gauthier et al., 1988
- Diapsida Osborn, 1903
- Neodiapsida Benton, 1985
- Sauria Macartney, 1802
- Archelosauria Crawford et al., 2015
- Archosauromorpha von Huene, 1946
- Crocopoda  Ezcurra, 2016
- Archosauriformes Gauthier, 1986
- Eucrocopoda Ezcurra, 2016
- Archosauria Cope, 1869
- Avemetatarsalia Benton, 1999
- Ornithodira Gauthier, 1986
- Dinosauromorpha Benton, 1985
- Dinosauriformes Novas, 1992
- Dracohors Cau, 2018
- Dinosauria Owen, 1842
- Saurischia Seeley, 1888
- Eusaurischia Padian et al., 1999
- Theropoda Marsh, 1881
- Neotheropoda Bakker, 1986
- Averostra Paul, 2002
- Tetanurae Gauthier, 1986
- Orionides Carrano, Benson & Sampson, 2012
- Avetheropoda Paul, 1988
- Coelurosauria von Huene, 1914
- Tyrannoraptora Sereno, 1999
- Maniraptoromorpha Cau, 2018
- Neocoelurosauria Hendrickx, Mateus, Araújo & Choiniere, 2019
- Maniraptoriformes Holtz, 1995
- Maniraptora Gauthier, 1986
- Pennaraptora Foth et al., 2014
- Paraves Sereno, 1997
- Eumaniraptora Padian et al. 1999
- Avialae Gauthier, 1986
- Euavialae Gauthier, 1986
- Avebrevicauda Paul, 2002
- Pygostylia Chatterjee, 1997
- Ornithothoraces Chiappe & Calvo, 1994
- Euornithes Stejneger, 1884
- Ornithuromorpha Chiappe, 1999
- Ornithurae Haeckel, 1866
- Aves Linnaeus, 1758